# ゴールキーパー (火器)
ゴールキーパー（Goalkeeper）は、オランダのシグナール（現タレス・ネーデルランド）社が開発したCIWS。30mm口径のGAU-8 ガトリング砲と、フライキャッチャーをベースとした射撃指揮システム（FCS）を統合したシステムである。

## 来歴
1967年のエイラート撃沈事件を受けて、オランダ海軍は直ちにコルテノール級フリゲートのための近接防空システムの要件を作成した。フィジビリティスタディはオランダ応用科学研究所 (TNO) がシグナール社の協力を得て実施し、様々な兵器システムを評価するための技術シミュレーションモデル「アシスト」が作成された。
1970年代初頭、シグナール社は、西ドイツのマウザー社およびアメリカ合衆国のエマソン・エレクトリック社との共同事業として、SEM-30 CIWSの開発に着手した。これは、マウザー社製の30mm機関砲4門とシグナール社製のフライキャッチャー火器管制レーダーをエマソン社製の砲塔に組み込んだものだったが、試験の結果、追尾性能が低く、弾着のばらつきが大きいと判断されて、計画は中止された。
SEM-30の失敗の後もシグナール社は30mm CIWSのコンセプトを信じており、オランダ海軍の要求を満たすべく、1976年よりSGE-30の開発を開始した。SGE-30ではFCSがアップデートされたほか、機関砲はゼネラル・エレクトリック社（GE; 現ロッキード・マーティン社）のGAU-8/A（またはシーバルカン30）ガトリング砲、またマウントもジェネラル・ダイナミクス社のEX-83に変更された。
1979年11月、デン・ヘルダー海軍基地のエルフプリン要塞で行われた一連の発射実験（ショートストップ作戦）の結果、SGE-30は有望視され、改良型の開発が決定された。1981年には改良型試作機が完成し、翌年春から射撃試験を開始、同年から1983年にかけて海上発射実験が行われて、成功を収めた。1983年5月、このシステムはゴールキーパーと名付けられ、オランダ海軍による発注がなされた。また当時、イギリスのヴィッカース (VSEL) 社もGAU-8機関砲とEX-83マウントを用いたシードラゴンCIWSの開発を進めていたが、ゴールキーパーの成功を受けて、イギリス海軍はシードラゴンの開発を中止して、1984年にはこちらを発注した。1984年9月、オランダ海軍のコルテノール級フリゲート「カレンブルク」にゴールキーパーが搭載されて、装備化された。

## 構成

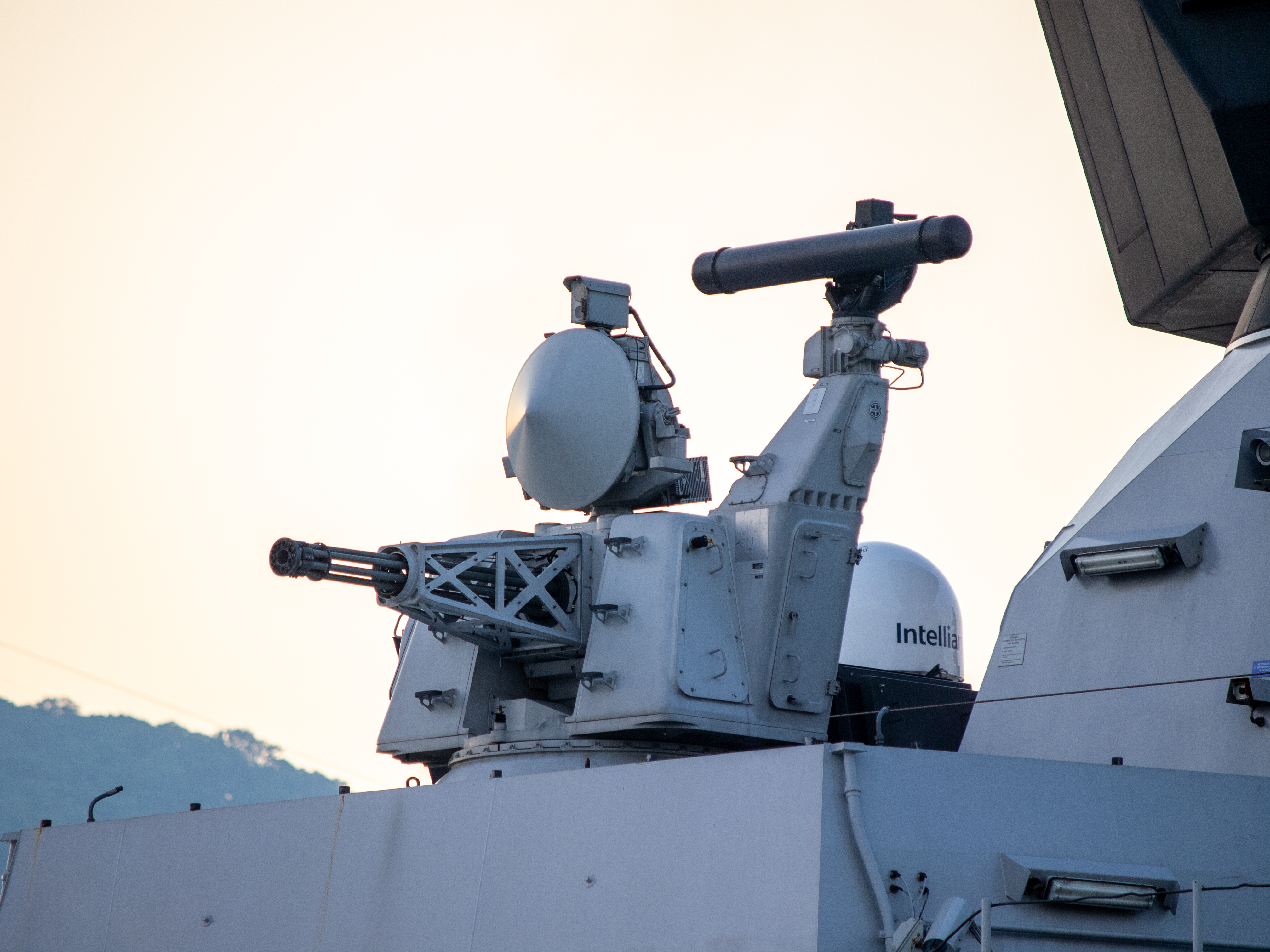

本システムは、シグナール社が開発したFCSとGE社が開発したマウントが統合されたシステムとなっている。弾倉に弾薬1,190発を収容した状態でアンテナ・機関砲一体マウントの重量は6,370キロ、甲板下に装備されるコンソールなどの重量が3,530キロ、システム合計で9,900キロである。

### 機銃部
上記の経緯より、GE社のGAU-8 30mm機関砲をEX-83マウントに架して使用している。GAU-8は30mm口径・7砲身式のガトリング砲で、毎分4,200発の発射速度を発揮できる。平均故障間隔（MRBS）は33,000発と、非常に信頼性が高い。
これを架するEX-83はGE社のプライベート・ベンチャーとして開発開始されたのち、1976年よりアメリカ海軍からの出資を受けたものであった。俯仰可能範囲は俯角25度から仰角85度、俯仰速度は毎秒80度、旋回は全周無制限で、旋回速度は毎秒100度である。
マウント下に弾倉ドラムが設けられており、1,190発を装填できる。給弾機構はリンクレス式で、弾倉ドラムの上方から出たベルトがマウントの底部から装弾装置に接続している。ミサイル迎撃用としてはカルトホルン武器弾薬製造社が開発したFMPDS（Frangible Missile Piercing Discarding Sabot）弾、ソフトターゲットにはHEI弾やTP弾が使用される。

### FCS
上記の経緯より、射撃指揮システム（FCS）は、陸戦用のフライキャッチャーをベースとした発展型が組み込まれた。センサはレーダーと電子光学装置から構成されており、レーダーは追尾レーダーと捕捉レーダーの二系統、また電子光学装置は可視光カメラのほか赤外線捜索追尾システム（IRST）も追加できる。
捕捉レーダーはXバンドを使用しており、送信機は進行波管（TWT）、信号処理においてはドップラー処理およびデジタル式の移動目標検出 (MTD) 技術に対応している。アンテナはスロットアンテナを用いたリニアアレイ方式、毎分60回転して、動揺修正されたファンビーム（垂直方向60度×水平方向1.7度）で全周を走査しており、捜索中追尾（TWS）方式によって最大18目標まで同時対処可能である。これによって探知した目標について脅威度を評価し、最も脅威度が高い目標を追尾レーダーに移管する。
追尾レーダーはパルス圧縮技術に対応したモノパルス・レーダーで、XバンドとKaバンドの2つの周波数を使用している。アンテナはカセグレン方式で、まず2.4度幅のXバンドのビームで目標を捕捉した後、0.6度と細いKaバンドのビームによってより精確に追尾することとされており、このようにビーム幅を絞り込むことで海面反射の影響を低減できるとされている。
追尾レーダーに移管された目標が射程内に入ると、射撃が開始される。追尾レーダーによって目標と弾丸の双方を追尾して、継続的な閉ループ制御による修正射撃を行い、命中を得る。目標の撃墜が確認されると、追尾レーダーは、脅威度が2番めに高い目標に自動的に割り当てられて、再び交戦シーケンスを開始する。捜索レーダーで探知可能な距離は30キロ以上だが、自動モードで対処する距離は7キロ以内とされている。また機銃の交戦距離は200－3,000メートルである。マッハ2で飛来するシースキマーを想定したシミュレーションにおいては、目標探知から敵味方識別、追尾レーダーの指向・追尾を含むリアクションタイムは5.5秒、彼我の距離1.5キロメートルから交戦を開始して、300メートルの位置で撃破確率が最大となる。

## 運用史
上記の通り、開発国であるオランダ海軍では1984年より装備化された。オランダ国外で最大の顧客はイギリス海軍であり、その他、カタール海軍、アラブ首長国連邦海軍、韓国海軍に販売された。またドイツ海軍も、1991年1月に甲板貫通不要なコンテナ型システム3基の貸与を受け、ブレーメン級フリゲートに搭載して評価する予定としたものの、1991年3月には返却された。
アメリカ海軍も1986年より本システムに関心を示しており、議会も、ファランクス後継機を検討するCIWS-2000計画の一環として評価を要求した。1990年にシステムが調達され、実艦的として用いられていたフレッチャー級駆逐艦「ストッダート」に設置されて、同年8月2日より遠隔操作による評価試験が行われ、少なくとも3発のエグゾセMM38、3発のハープーン・ブロック1A、3発のMQM-8 ヴァンダルとの交戦が行われた。いずれも同艦に対して安全な角度で飛行しており、公式には「部分的成功」を収めたとされており、非公式な情報によると、すべての目標が成功裏に交戦・破壊された一方で、ハープーン2発の破片が同艦に命中したとも言われる。結局、CIWS-2000は放棄され、ファランクスの漸進的な改良が行われることになった。

### 採用国と装備艦艇
- イギリス海軍
  - インヴィンシブル級航空母艦
  - 22型フリゲート バッチ3
  - アルビオン級揚陸艦
- オランダ海軍
  - トロンプ級フリゲート
  - コルテノール級フリゲート
  - ヤコブ・ファン・ヘームスケルク級フリゲート
  - カレル・ドールマン級フリゲート
  - デ・ゼーヴェン・プロヴィンシェン級フリゲート
  - ドック型輸送揚陸艦「ロッテルダム」
  - ドック型輸送揚陸艦「ヨハン・デ・ウィット」
  - 統合支援艦「カレル・ドールマン」
- 大韓民国海軍
  - 広開土大王級駆逐艦
  - 李舜臣級駆逐艦
  - 世宗大王級駆逐艦
  - 独島級揚陸艦「独島」
- チリ海軍
  - ヤコブ・ファン・ヘームスケルク級フリゲート
  - カレル・ドールマン級フリゲート
- ベルギー海軍
  - カレル・ドールマン級フリゲート
- ポルトガル海軍
  - カレル・ドールマン級フリゲート
- カタール海軍
  - バルザン級ミサイル艇[5]
- アラブ首長国連邦海軍
  - ムーレイ・ジップ級コルベット